# Sauracris
Sauracris is een geslacht van rechtvleugeligen uit de familie veldsprinkhanen (Acrididae). De wetenschappelijke naam van dit geslacht is voor het eerst geldig gepubliceerd in 1900 door Burr.

## Soorten
Het geslacht Sauracris omvat de volgende soorten:
- Sauracris crypta Popov, 1959
- Sauracris lacerta Burr, 1900
- Sauracris ornata Popov, 1959
- Sauracris parvula Ramme, 1929
- Sauracris pigra Carl, 1916
- Sauracris popovi Ritchie, 1988
- Sauracris simonettae Ritchie, 1988
- Sauracris striolata Ramme, 1929
- Sauracris zinae Popov, 1959